# Premio Princesa de Asturias de la Concordia

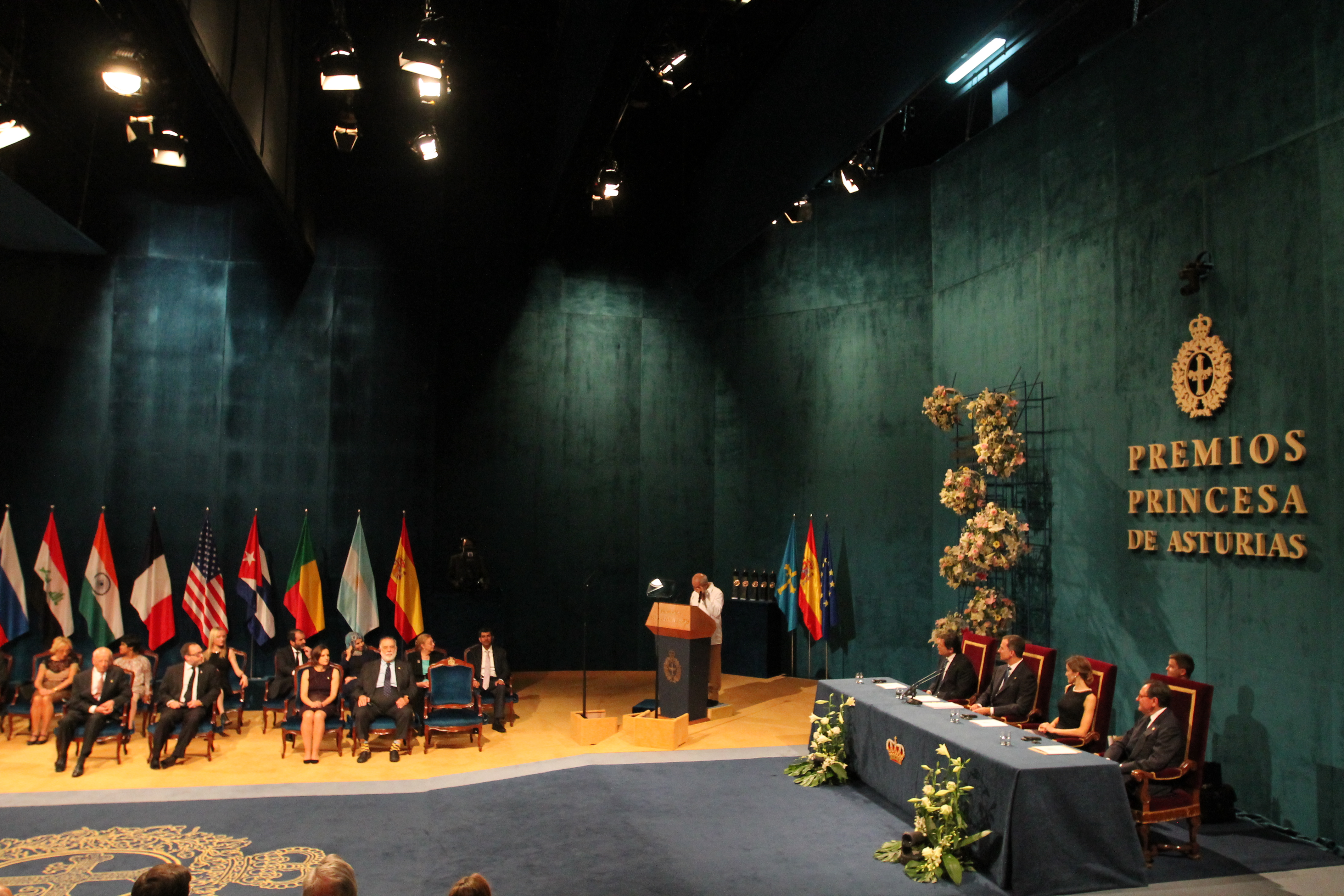
Gala de los Premios Princesa de Asturias 2015.

El Premio Princesa de Asturias de la Concordia (Premio Príncipe de Asturias de la Concordia hasta 2014) es concedido, desde 1986, a aquella persona o personas, o institución cuya labor haya contribuido de forma ejemplar y relevante al entendimiento y a la convivencia en paz entre los seres humanos, a la lucha contra la injusticia, la pobreza, la enfermedad, la ignorancia o a la defensa de la libertad, o que haya abierto nuevos horizontes al conocimiento o se haya destacado, también de manera extraordinaria, en la conservación y protección del patrimonio de la humanidad.

## Lista de galardonados
| Año  | Premiado                                                                                                | Actividad                                                                                                  | Nacionalidad                         |
| ---- | --- | --- | ------------------------------------ |
| 1986 | Vicaría de la Solidaridad                                                                               | Organismo de derechos humanos de la Iglesia católica                                                       | Chile                                |
| 1987 | Distrito de Villa El Salvador                                                                           | Distrito de la provincia de Lima                                                                           | Perú                                 |
| 1988 | Unión Internacional para la Conservación de la Naturaleza (UICN) Fondo Mundial para la Naturaleza (WWF) | Organismo internacional dedicado a la conservación de los recursos naturales Organización conservacionista | Suiza Francia                        |
| 1989 | Stephen Hawking                                                                                         | Físico, cosmólogo y divulgador científico                                                                  | Reino Unido                          |
| 1990 | Comunidades sefardíes                                                                                   | Descendientes de los judíos que vivieron en la península ibérica                                           | Israel                               |
| 1991 | Médicos Sin Fronteras Medicus Mundi                                                                     | Organizaciones no gubernamentales médicas                                                                  | Suiza                                |
| 1992 | Fundación para la Investigación sobre el Sida (AMFAR)                                                   | Organización no gubernamental                                                                              | Estados Unidos                       |
| 1993 | Gesto por la Paz de Euskal Herria                                                                       | Plataforma cívica pacifista                                                                                | España                               |
| 1994 | Mensajeros de la Paz Movimiento Nacional de Meninos e Meninas de Rua Save the Children                  | Organizaciones no gubernamentales                                                                          | España · Brasil · Reino Unido        |
| 1995 | Huséin I de Jordania                                                                                    | Monarca | Jordania                             |
| 1996 | Adolfo Suárez                                                                                           | Político y abogado                                                                                         | España                               |
| 1997 | Yehudi Menuhin Mstislav Rostropóvich                                                                    | Violinista y director de orquesta Violonchelista                                                           | Estados Unidos Rusia                 |
| 1998 | Nicolás Castellanos Vicente Ferrer Moncho Joaquín Sanz Gadea Muhammad Yunus                             | Misionero religioso Misionero laico Médico Banquero y economista                                           | España · España · España · Bangladés |
| 1999 | Cáritas Española                                                                                        | Organización de la Iglesia católica para la acción caritativa y social                                     | España                               |
| 2000 | Real Academia Española Asociación de Academias de la Lengua Española                                    | Academias de la lengua española                                                                            | España                               |
| 2001 | Red Mundial de Reservas de la Biosfera                                                                  | Proyecto de conservación de la biodiversidad                                                               | Naciones Unidas                      |
| 2002 | Daniel Barenboim Edward Said                                                                            | Músico Activista político y teórico literario                                                              | Argentina Palestina                  |
| 2003 | J. K. Rowling                                                                                           | Escritora                                                                                                  | Reino Unido                          |
| 2004 | Camino de Santiago                                                                                      | Ruta de peregrinaje                                                                                        | España                               |
| 2005 | Hijas de la Caridad de San Vicente de Paúl                                                              | Congregación católica femenina                                                                             | Francia                              |
| 2006 | Unicef                                                                                                  | Fondo de Naciones Unidas para la Infancia                                                                  | Naciones Unidas                      |
| 2007 | Yad Vashem                                                                                              | Museo del Holocausto                                                                                       | Israel                               |
| 2008 | Íngrid Betancourt                                                                                       | Política                                                                                                   | Colombia                             |
| 2009 | Berlín[1]                                                                                               | Capital de Alemania                                                                                        | Alemania                             |
| 2010 | Manos Unidas[2]                                                                                         | Organización no gubernamental                                                                              | España                               |
| 2011 | Héroes de Fukushima[3]                                                                                  | Trabajadores de la central nuclear                                                                         | Japón                                |
| 2012 | Federación Española de Bancos de Alimentos (Fesbal)                                                     | Organización no gubernamental                                                                              | España                               |
| 2013 | Organización Nacional de Ciegos Españoles                                                               | Organización no gubernamental                                                                              | España                               |
| 2014 | Caddy Adzuba                                                                                            | Abogada, periodista, locutora y activista                                                                  | República Democrática del Congo      |
| 2015 | Orden Hospitalaria de San Juan de Dios                                                                  | Orden mendicante católica                                                                                  | España                               |
| 2016 | Aldeas Infantiles SOS                                                                                   | Organización no gubernamental                                                                              | Austria                              |
| 2017 | Unión Europea                                                                                           | Comunidad política y económica                                                                             | Unión Europea                        |
| 2018 | Sylvia Earle                                                                                            | Bióloga marina, exploradora y autora                                                                       | Estados Unidos                       |
| 2019 | Gdansk                                                                                                  | Ciudad de Polonia                                                                                          | Polonia                              |
| 2020 | Sanitarios en primera línea contra la COVID-19                                                          | Comunidad de profesionales sanitarios españoles                                                            | España                               |
| 2021 | José Andrés World Central Kitchen                                                                       | Cocinero y Organización no gubernamental                                                                   | España · Estados Unidos              |
| 2022 | Shigeru Ban                                                                                             | Arquitecto                                                                                                 | Japón                                |
| 2023 | Mary's Meals[4]                                                                                         | Organización no gubernamental                                                                              | Reino Unido                          |
| 2024 | Agencia Magnum[5]                                                                                       | Agencia de fotografía                                                                                      | Francia Reino Unido Estados Unidos   |
| 2025 | Museo Nacional de Antropología de México[6]                                                             | Museo de antropología                                                                                      | México                               |

## Galardonados por país
| País u organización internacional | Número de galardonados |
| --------------------------------- | ---------------------- |
| España                            | 16                     |
| Estados Unidos                    | 5                      |
| Reino Unido                       | 5                      |
| Francia                           | 3                      |
| Israel                            | 2                      |
| Japón                             | 2                      |
| Suiza                             | 2                      |
| Naciones Unidas                   | 2                      |
| Alemania                          | 1                      |
| Argentina                         | 1                      |
| Austria                           | 1                      |
| Bangladés                         | 1                      |
| Brasil                            | 1                      |
| Chile                             | 1                      |
| Colombia                          | 1                      |
| República Democrática del Congo   | 1                      |
| Jordania                          | 1                      |
| México                            | 1                      |
| Palestina                         | 1                      |
| Perú                              | 1                      |
| Polonia                           | 1                      |
| Rusia                             | 1                      |
| Unión Europea                     | 1                      |